# Camion-citerne grande capacité

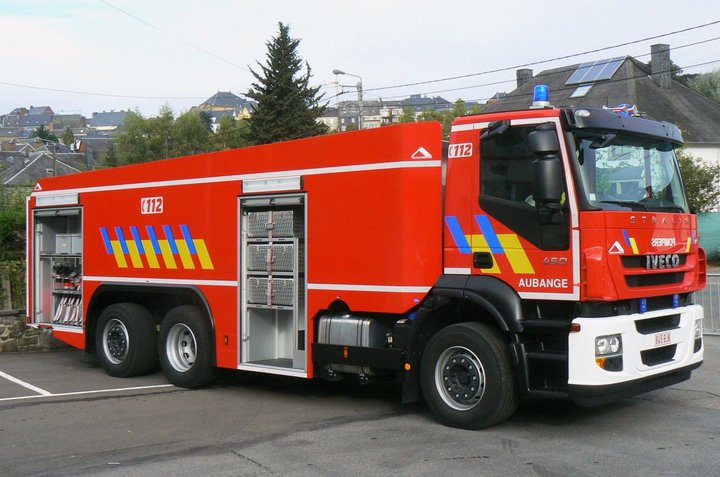
Camion citerne de 14000 L des pompiers d'Aubange.

Un camion-citerne grande capacité (CCGC) est soit un véhicule articulé type semi-remorque, soit un véhicule isolé type châssis porteur ; équipé d'une citerne d'eau d'une capacité variant de 5 000 à 15 000 L, il est utilisé dans la lutte contre l'incendie. 

## Description
Ce type de véhicule est utilisé par les sapeurs-pompiers et par les unités d'instruction et d'intervention de la sécurité civile. Il permet d'alimenter les fourgons d'incendie dans les lieux ne disposant pas d'hydrant. Il est aussi très utilisé dans la lutte contre les feux de forêt. Certains de ces camions sont équipés de lance du dévidoir tournant, permettant une défense de dernier recours du camion en cas de proximité de feu. Généralement, deux personnels arment ce véhicule qui a un gabarit relativement important.
Les CCGC (ou porteurs d'eau) n'étant pas des véhicules adaptés à la progression hors-route notamment en forêt, les constructeurs développent des CCGCHR (camion citerne grande capacité hors route), qui ressemblent à des CCFS (CCF Super), avec parfois un canon sur leur toit.